# 8382 Манн
8382 Манн (8382 Mann) — астероїд головного поясу, відкритий 23 вересня 1992 року.
Тіссеранів параметр щодо Юпітера — 3,393.